# Mycalina
Мікаліни (Mycalina) — підряд губок класу звичайні губки (Demospongiae).

## Класифікація
Включає 4 родини:
- Родина Cladorhizidae Dendy, 1922
- Родина Desmacellidae Ridley & Dendy, 1886
- Родина Esperiopsidae Hentschel, 1923
- Родина Guitarridae Dendy, 1924
- Родина Hamacanthidae Gray, 1872
- Родина Isodictyidae Dendy, 1924
- Родина Merliidae Kirkpatrick, 1908
- Родина Mycalidae Lundbeck, 1905
- Родина Podospongiidae de Laubenfels, 1936
- Родина Sigmaxinellidae

Колишні таксони:
- Родина Arenochalininae прийнята як Mycalidae
- Родина Biemnidae прийнята як Desmacellidae
- Родина Esperellinae прийнята як Mycalidae
- Родина Esperiadae прийнята як Mycalidae